# Nationalpark Vadehavet
Nationalpark Vadehavet blev udpeget i januar 2008 og indviet den 16. oktober 2010 i Ribe af Prins Joachim og miljøminister Karen Ellemann.
Området omfatter Den danske del af Vadehavet, med øerne Fanø, Mandø og Rømø samt Skallingen og Varde Ådal; flere af de inddigede marskarealer Tjæreborgmarsken, Ribemarsken, Margrethe Kog og De ydre diger i Tøndermarsken. Parken omfatter 1.466 km², heraf 300 km² land.
Vadehavet er er kendt for sit store antal yngle- og trækfugle og for de store stæreflokkes formationsflyvninger der kaldes Sort sol.
Vadehavet har afgørende international betydning som rasteplads for millioner af fugle på træk – man mener at mere end 10 millioner individer passerer Vadehavet to gange hvert år under fugletrækket. Vadehavet har også stor betydning for ynglefugle, fisk og havpattedyr, og er levested for mere end 500 arter af planter og dyr, hvoraf flere ikke forekommer andre steder i verden.
Den er for en stor del sammenfaldende med Natura 2000 -område nr. 89 Vadehavet, som består af flere delområder, bl.a. fuglebeskyttelsesområde (F57 Vadehavet),
habitatområde (H78 Vadehavet med Ribe Å, Tved Å og Varde Å vest for Varde) og
ramsarområde 27 Vadehavet.

## Verdensarv fra 2014
Den daværende miljøminister Ida Auken og Varde-, Fanø- og Esbjerg Kommuner sendte i september 2012 en anmodning til kulturministeriet, om at den danske del af Vadehavet indstilles til optagelse på UNESCOs liste over verdensarv. Det er Kulturministeren, der formelt er ansvarlig for verdensarvsudpegninger i Danmark og derfor står for den officielle ansøgning til UNESCO, som kulturminister Marianne Jelved fremsendte den 25. februar 2013. Den egentlige udpegning fandt sted i juni 2014. Det sker som en udvidelse af den eksisterende udpegning af det tyske og hollandske Vadehav som verdensarv.
Den danske del af Vadehavet blev optaget på UNESCOs verdensarvslisten i 2014.
- Nationalparken har kontor i den gamle præstegård vest for Rømø Kirke
- Infosøjle ved Ballum Slusekro
- Nationalparkens skib "Vadehavet" bruges primært til undervisningsformål